# Малиновка (Щомыслицкий сельсовет)
Малиновка (бел. Малі́наўка) — деревня в Минском районе Минской области Республики Беларусь. В составе Щомыслицкого сельсовета.

## География

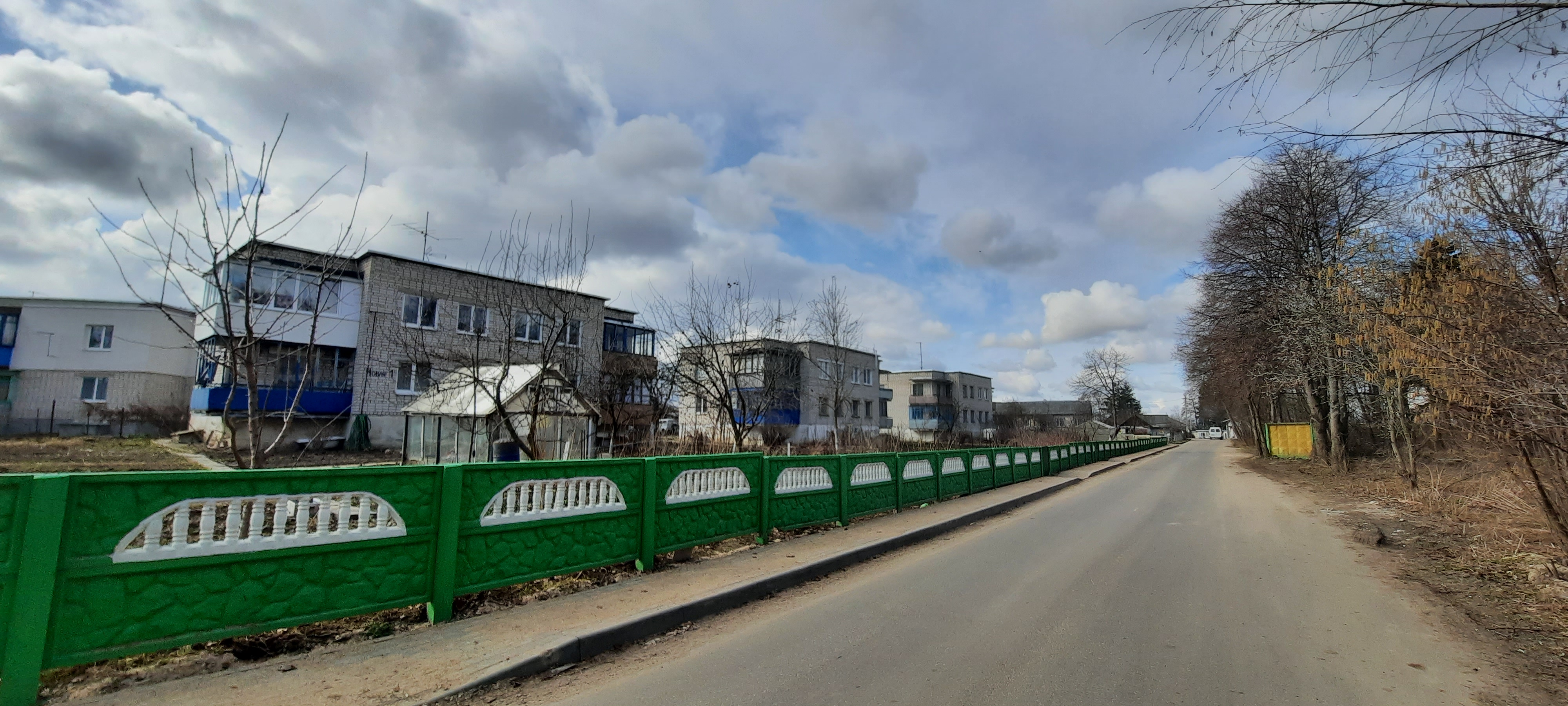

Расположена около МКАД (М9), рядом проходит трасса Р1. Рядом с Минском.

## Население

### Численность
- 2009 год — 354 человек

### Динамика
- 1999 год — 341 человек (перепись населения)
- 2009 год — 354 человек (перепись населения)

## Улицы
- Весенняя
- Зелёная
- Новая
- Привольная
- Центральная